# Mistrzostwa Świata w Koszykówce Mężczyzn 2014/Grupa B

## Wyniki

### 1 kolejka
| 30 sierpnia 201412:30 | Chorwacja                                                | 81:78 (pd.)(23:9, 14:22, 20:18, 14:22, dogr. 10:7) | Filipiny                                                   | Palacio Municipal de Deportes San Pablo, Sewilla Sędzia: José Reyes, Mohammad Alamiri, Fernando Rocha |
| 30 sierpnia 201412:30 | Pkt:Bojan Bogdanović 26 Zb:Ante Tomić 11 As:Ante Tomić 4 | 81:78 (pd.)(23:9, 14:22, 20:18, 14:22, dogr. 10:7) | Pkt:Andray Blatche 28 Zb:Andray Blatche 12 As:Jim Alapag 6 | Palacio Municipal de Deportes San Pablo, Sewilla Sędzia: José Reyes, Mohammad Alamiri, Fernando Rocha |

| 30 sierpnia 201417:30 | Portoryko                                                       | 75:98(19:27, 19:18, 11:24, 26:29) | Argentyna                                                   | Palacio Municipal de Deportes San Pablo, Sewilla Sędzia: Luigi Lamonica, Michael Aylen, Ilija Belosevic |
| 30 sierpnia 201417:30 | Pkt:José Juan Barea 24 Zb:Ramon Clemente 6 As:José Juan Barea 4 | 75:98(19:27, 19:18, 11:24, 26:29) | Pkt:Luis Scola 20 Zb:Andrés Nocioni 11 As:Pablo Prigioni 10 | Palacio Municipal de Deportes San Pablo, Sewilla Sędzia: Luigi Lamonica, Michael Aylen, Ilija Belosevic |

| 30 sierpnia 201420:00 | Grecja                                                             | 87:64(18:9, 27:8, 19:19, 23:28) | Senegal                                                                     | Palacio Municipal de Deportes San Pablo, Sewilla Sędzia: Juan Carlos Gonzales, Carlos Julio, Stephen Seibel |
| 30 sierpnia 201420:00 | Pkt:Kostas Kaimakoglu 20 Zb:Kostas Kaimakoglu 8 As:Kostas Slukas 4 | 87:64(18:9, 27:8, 19:19, 23:28) | Pkt:Gorgui Dieng 21 Zb:Gorgui Dieng 14 As:Xane Dalmeida, Maurice Ndour po 2 | Palacio Municipal de Deportes San Pablo, Sewilla Sędzia: Juan Carlos Gonzales, Carlos Julio, Stephen Seibel |

### 2 kolejka
| 31 sierpnia 201412:30 | Argentyna                                               | 85:90(20:28, 24:18, 19:29, 22:15) | Chorwacja                                                     | Palacio Municipal de Deportes San Pablo, Sewilla Sędzia: Juan Carlos Gonzales, José Reyes, Fernando Rocha |
| 31 sierpnia 201412:30 | Pkt:Luis Scola 30 Zb:Luis Scola 9 As:Facundo Campazzo 6 | 85:90(20:28, 24:18, 19:29, 22:15) | Pkt:Krunoslav Simon 18 Zb:Dario Šarić 9 As:Oliver Lafayette 9 | Palacio Municipal de Deportes San Pablo, Sewilla Sędzia: Juan Carlos Gonzales, José Reyes, Fernando Rocha |

| 31 sierpnia 201417:30 | Senegal                                                         | 82:75(20:29, 21:11, 22:18, 19:17) | Portoryko                                                                  | Palacio Municipal de Deportes San Pablo, Sewilla Sędzia: Michael Aylen, Ilija Belosevic, Carlos Julio |
| 31 sierpnia 201417:30 | Pkt:Mouhammad Faye 20 Zb:Gorgui Dieng 13 As:Dalmeida, Diop po 3 | 82:75(20:29, 21:11, 22:18, 19:17) | Pkt:Renaldo Balkman 21 Zb:Balkman, Daniel Santiago po 7 As:Carlos Rivera 5 | Palacio Municipal de Deportes San Pablo, Sewilla Sędzia: Michael Aylen, Ilija Belosevic, Carlos Julio |

| 31 sierpnia 201420:00 | Filipiny                                                   | 70:82(10:20, 17:17, 18:21, 25:24) | Grecja                                                               | Palacio Municipal de Deportes San Pablo, Sewilla Sędzia: Luigi Lamonica, Mohammad Alamiri, Stephen Seibel |
| 31 sierpnia 201420:00 | Pkt:Andray Blatche 21 Zb:Andray Blatche 14 As:Jim Alapag 3 | 70:82(10:20, 17:17, 18:21, 25:24) | Pkt:Jorgos Prindezis 25 Zb:Joanis Burusis 10 As:Kostas Papanikolau 4 | Palacio Municipal de Deportes San Pablo, Sewilla Sędzia: Luigi Lamonica, Mohammad Alamiri, Stephen Seibel |

### 3 kolejka
| 1 września 201412:30 | Chorwacja                                                    | 75:77(16:18, 16:23, 20:18, 23:18) | Senegal                                                  | Palacio Municipal de Deportes San Pablo, Sewilla Sędzia: Michael Aylen, Mohammad Alamiri, Stephen Seibel |
| 1 września 201412:30 | Pkt:Bogdanović, Šarić po 15 Zb:Ante Tomić 9 As:Dario Šarić 4 | 75:77(16:18, 16:23, 20:18, 23:18) | Pkt:Gorgui Dieng 27 Zb:Gorgui Dieng 8 As:Xane Dalmeida 5 | Palacio Municipal de Deportes San Pablo, Sewilla Sędzia: Michael Aylen, Mohammad Alamiri, Stephen Seibel |

| 1 września 201417:30 | Argentyna                                                                | 85:81(22:25, 21:13, 28:23, 14:20) | Filipiny                                                              | Palacio Municipal de Deportes San Pablo, Sewilla Sędzia: Ilija Belosevic, Juan Carlos Gonzales, Carlos Julio |
| 1 września 201417:30 | Pkt:Luis Scola 19 Zb:Marcos Mata 9 As:Scola, Campazzo, Laprovittola po 4 | 85:81(22:25, 21:13, 28:23, 14:20) | Pkt:Ranidel De Ocampo 18 Zb:Andray Blatche 15 As:Alapag, William po 2 | Palacio Municipal de Deportes San Pablo, Sewilla Sędzia: Ilija Belosevic, Juan Carlos Gonzales, Carlos Julio |

| 1 września 201420:00 | Portoryko                                                      | 79:90(19:20, 14:21, 19:27, 27:22) | Grecja                                                         | Palacio Municipal de Deportes San Pablo, Sewilla Sędzia: Luigi Lamonica, José Reyes, Fernando Rocha |
| 1 września 201420:00 | Pkt:Renaldo Balkman 23 Zb:Alex Franklin 6 As:José Juan Barea 5 | 79:90(19:20, 14:21, 19:27, 27:22) | Pkt:Nikos Zizis 19 Zb:Kostas Kaimakoglu 11 As:Joanis Burusis 6 | Palacio Municipal de Deportes San Pablo, Sewilla Sędzia: Luigi Lamonica, José Reyes, Fernando Rocha |

### 4 kolejka
| 3 września 201413:30 | Filipiny                                                          | 73:77(25:13, 19:26, 13:22, 16:16) | Portoryko                                                    | Palacio Municipal de Deportes San Pablo, Sewilla Sędzia: José Reyes, Juan Carlos Gonzales, Carlos Julio |
| 3 września 201413:30 | Pkt:Andray Blatche 25 Zb:Andray Blatche 14 As:Ranidel De Ocampo 3 | 73:77(25:13, 19:26, 13:22, 16:16) | Pkt:José Juan Barea 30 Zb:Alex Franklin 9 As:Carlos Rivera 3 | Palacio Municipal de Deportes San Pablo, Sewilla Sędzia: José Reyes, Juan Carlos Gonzales, Carlos Julio |

| 3 września 201417:30 | Senegal                                                  | 46:81(15:20, 9:21, 14:12, 8:28) | Argentyna                                                    | Palacio Municipal de Deportes San Pablo, Sewilla Sędzia: Ilija Belosevic, Mohammad Alamiri, Stephen Seibel |
| 3 września 201417:30 | Pkt:Gorgui Dieng 11 Zb:Gorgui Dieng 8 As:Xane Dalmeida 4 | 46:81(15:20, 9:21, 14:12, 8:28) | Pkt:Luis Scola 22 Zb:Luis Scola 14 As:Nicolás Laprovitolla 6 | Palacio Municipal de Deportes San Pablo, Sewilla Sędzia: Ilija Belosevic, Mohammad Alamiri, Stephen Seibel |

| 3 września 201420:00 | Grecja                                                                   | 76:65(16:14, 20:9, 15:16, 25:26) | Chorwacja                                                     | Palacio Municipal de Deportes San Pablo, Sewilla Sędzia: Luigi Lamonica, Michael Aylen, Fernando Rocha |
| 3 września 201420:00 | Pkt:Papanikolau, Kaimakoglu po 14 Zb:Joanis Burusis 10 As:Nikos Zisis 10 | 76:65(16:14, 20:9, 15:16, 25:26) | Pkt:Bojan Bogdanović 20 Zb:Ante Tomić 9 As:Oliver Lafayette 3 | Palacio Municipal de Deportes San Pablo, Sewilla Sędzia: Luigi Lamonica, Michael Aylen, Fernando Rocha |

### 5 kolejka
| 4 września 201414:00 | Senegal                                                      | 79:81 (pd.)(19:13, 5:24, 20:12, 20:15, dogr. 15:17) | Filipiny                                                       | Palacio Municipal de Deportes San Pablo, Sewilla Sędzia: Ilija Belosevic, Carlos Julio, Fernando Rocha |
| 4 września 201414:00 | Pkt:Mouhammad Faye 20 Zb:Gorgui Dieng 14 As:Xane Dalmeida 14 | 79:81 (pd.)(19:13, 5:24, 20:12, 20:15, dogr. 15:17) | Pkt:Alapag, Blatche po 18 Zb:Andray Blatche 14 As:Jim Alapag 4 | Palacio Municipal de Deportes San Pablo, Sewilla Sędzia: Ilija Belosevic, Carlos Julio, Fernando Rocha |

| 4 września 201418:00 | Chorwacja                                                     | 103:82(28:16, 25:20, 31:21, 19:25) | Portoryko                                                                    | Palacio Municipal de Deportes San Pablo, Sewilla Sędzia: Luigi Lamonica, Mohammad Alamiri, Stephen Seibel |
| 4 września 201418:00 | Pkt:Bojan Bogdanović 23 Zb:Simon, Markota po 7 As:Roko Ukić 6 | 103:82(28:16, 25:20, 31:21, 19:25) | Pkt:José Juan Barea 20 Zb:Huertas, Alexander Galindo po 4 As:Carlos Rivera 6 | Palacio Municipal de Deportes San Pablo, Sewilla Sędzia: Luigi Lamonica, Mohammad Alamiri, Stephen Seibel |

| 4 września 201422:00 | Argentyna                                                      | 71:79(16:28, 17:16, 17:20, 21:15) | Grecja                                                     | Palacio Municipal de Deportes San Pablo, Sewilla Sędzia: José Reyes, Michael Aylen, Juan Carlos Gonzalez |
| 4 września 201422:00 | Pkt:Luis Scola 17 Zb:Scola, Herrman po 5 As:Facundo Campazzo 5 | 71:79(16:28, 17:16, 17:20, 21:15) | Pkt:Nikos Kalatis 18 Zb:Joanis Burusis 15 As:Nikos Zisis 5 | Palacio Municipal de Deportes San Pablo, Sewilla Sędzia: José Reyes, Michael Aylen, Juan Carlos Gonzalez |